# Vịt gọi

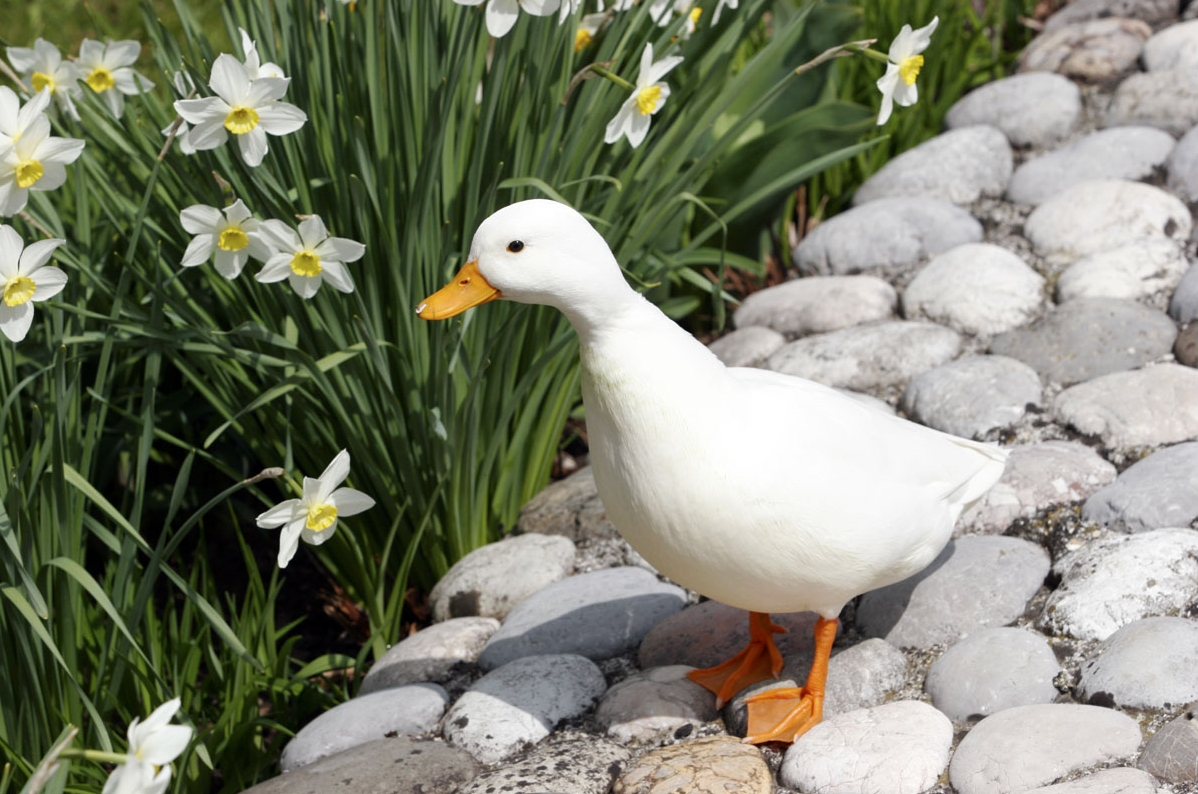
Một con vịt gọi trắng tuyền

Vịt mồi hay vịt nhử hay vịt gọi (Call Duck) là giống vịt cỡ nhỏ (bantam) của vịt nhà được nuôi chủ yếu để trang trí hoặc làm vật nuôi. Vịt gọi trông giống như một số giống vịt khác, nhưng có kích thước nhỏ hơn. Những con vịt gọi ban đầu được sử dụng trong săn bắn (săn thủy cầm), nơi mà những tiếng kêu của chúng sẽ thu hút những con vịt hoang dã về phía những khẩu súng của thợ săn đang chực sẵn. Ngày nay, cách thức này gần như hoàn toàn được thay thế bằng các kiểu gọi vịt nhân tạo và vì vậy, những chú vịt gọi bây giờ được nuôi giữ chủ yếu là vật nuôi hoặc cho mục đích trang trí.

## Lịch sử
Ghi chú đầu tiên được ghi nhận về giống này là từ Hà Lan, nơi nó được sử dụng làm mồi nhử và được biết đến như một con vịt Coy hoặc Decoy. Tiếng gọi đặc biệt cao độ được sử dụng để thu hút các con vịt khác vào bẫy kênh. Sau đó, các thợ săn sẽ kết nối vịt gọi để thu hút các loài khác trong phạm vi của các khẩu súng. Nó được cho là có nguồn gốc từ Viễn Đông, mặc dù không có hồ sơ du nhập về Hà Lan tồn tại.
Các giống bantam khác được biết là đã được nhập khẩu vào Hà Lan vào thế kỷ 17 và Van Gink, viết trong The Feathered World năm 1932, giả sử "Có khả năng nhập khẩu của các thuyền trưởng Hà Lan từ Nhật Bản... đặc biệt là Loại vịt này rất khác với loại vịt thông thường của châu Âu và vì chúng sinh sản rất đúng nên chúng phải là giống đã được thành lập rất lâu đời. Nó được du nhập tới quần đảo Anh vào thập niên 1850. Đến năm 1865, nó là một trong sáu giống gia cầm đầu tiên được tiêu chuẩn hóa ở đó, nhưng vào giữa thế kỷ 20 chúng hiếm gặp.
Những nỗ lực quyết định của một vài nhà lai tạo đã phổ biến rộng rãi giống vịt này và ngày nay chúng phổ biến. Tại Hoa Kỳ, các giống vịt Xám và vịt Trắng được liệt kê trong Tiêu chuẩn Hoàn thiện đầu tiên vào năm 1874 và năm 1935, việc sử dụng vịt gọi trong săn vịt bị cấm vĩnh viễn ở mọi bang vì nó dẫn đến việc thu hoạch quá mức bởi thợ săn và không phù hợp với những nỗ lực bảo tồn mà sau đó đã được thực hiện. Chúng là những giống gia cầm triển lãm nổi tiếng và giành được nhiều giải vô địch vịt trong các chương trình ở Bắc Mỹ hơn bất kỳ giống vịt nào khác.
Vịt gọi Úc: Mặc dù theo nhiều cách tương tự, Ủy ban tiêu chuẩn gia cầm Úc cho rằng vịt gọi có mặt ở Úc là giống riêng biệt cho vịt gọi của phần còn lại của thế giới, trích dẫn bằng chứng về sự phát triển độc lập của nó ở Nam Úc theo như Hamish Russel. Do đó, ủy ban đã đưa ra đề nghị đổi tên giống cho phiên bản thứ 2, năm 2011 theo tiêu chuẩn của họ. Các tiêu chuẩn gia cầm của Úc tuyên bố trong việc giới thiệu vịt của Úc rằng giống vịt này lớn hơn đáng kể và có phạm vi màu khác nhau đối với các con vịt gọi ở Bắc Mỹ. 